# Svadilfari
Na mitologia nórdica, Svadilfari (ou Svaðilfari) é um cavalo, o progenitor, juntamente com Loki sob forma de égua, do cavalo de oito pernas de Ódin, Sleipnir. Seu dono era um Hrimthurs que construiu as paredes de Asgard.

## Gylfaginning

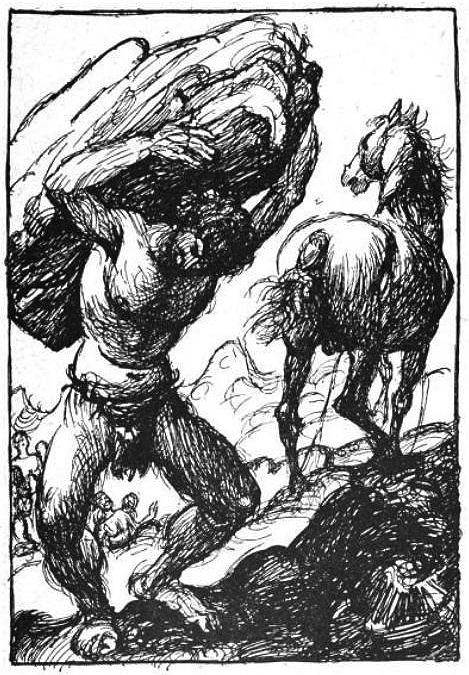
Construtor com o cavalo Svaðilfari (1919) por Robert Engels.

No capítulo 42 do livro Gylfaginning da Edda em prosa, Hár conta a história dum construtor contratado para construir uma fortificação aos deuses em troca da deusa Freya, o Sól e a Lua. Após certa discussão, os deuses concordam com o pagamento, mas impõem algumas restrições ao empregado, incluindo completar o trabalho em até três estações sem a ajuda de qualquer outro homem. O empregado faz somente um pedido: que ele tenha a ajuda de seu cavalo Svaðilfari, e sob influência de Loki isso acaba sendo permitido. O cavalo é duas vezes mais eficiente que o construtor, e consegue transportar enormes rochas, para surpresa dos deuses. Com ele, o homem progride rapidamente na fortificação, e três dias antes do prazo ele estava quase acabando. Incrédulos, os deuses se reúnem para descobrir o culpado de tal situação, chegando a Loki.
Os deuses concluem que Loki merece uma morte horrível se não conseguisse encontrar um plano para evitar o pagamento do trabalho, ameaçando-o. Amedrontado, Loki promete que conseguirá um plano. Naquela noite, o construtor se dirige a outro local em busca de rochas com seu cavalo Svaðilfari, e da floresta surge uma égua (Loki transformado). Ela seduz Svaðilfari, que a segue, seguido então pelo construtor. Os dois cavalos correm por toda noite, cessando o trabalho na fortificação naquela noite, e a continuação do trabalho.
Quando os Æsir percebem que o construtor é um hrimthurs, rompem o contrato com ele e chamam Thor, que chega e o mata com um golpe do seu Mjölnir. Entretanto, Loki dá à luz um cavalo cinza de oito pernas, Sleipnir.